# John Anderson (político australiano)

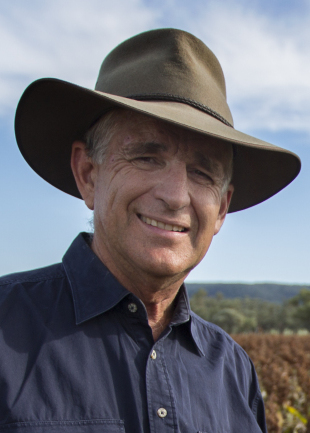
John Anderson (2017)

John Duncan Anderson (nacido el 14 de noviembre de 1956 en Sídney) es un político australiano. Fue vice primer ministro de Australia y secretario general del Partido Nacional de Australia de julio de 1999 a julio de 2005.

## Origen familiar
Nació en Sídney, en el seno de una familia de ganaderos establecida en Mullaley (norte de Nueva Gales del Sur) desde 1840. Tiene un título universitario en Letras de la Universidad de Sídney. Se dedicó a llevar las propiedades agropecuarias de la familia antes de entrar en política.

## Carrera política
En 1989 fue elegido diputado en el parlamento australiano por la provincia de Gwydir (Nueva Gales del Sur). Ya en 1993 pasó a ser el número dos del Partido Nacional de Australia.
Cuando el Partido Liberal de Australia dirigido por John Howard ganó las elecciones de marzo de 1996 y formó un gobierno de coalición con el Partido Nacional de Australia, Anderson entró en el gobierno como Ministro de Agricultura. En 1998 pasó a ser Ministro de Transportes.
Cuando Tim Fischer se retiró como secretario general del Partido Nacional de Australia en julio de 1999, Anderson fue elegido, sin oposición, como su sucesor. Se convirtió por tanto en el vice primer ministro de Australia. Su imagen de hombre de ciudad despertó dudas, pues la base electoral de su partido era rural. Además heredó una larga tendencia a la baja en votos y algunos problemas políticos difíciles.
Entre estos estaba el proyecto de privatización de la compañía telefónica estatal, Telstra, que en los pueblos temían que fuera a suponer un aumento de tarifas y peor servicio. Anderson consiguió paralizar la ejecución del proyecto hasta que hubo garantías de que se mantendría la calidad del servicio. Los mayores logros de Anderson fueron en el área de transportes y en agricultura, particularmente en cuestiones de riego.
En 2003 se rumoreó que John Anderson abandonaría la política, debido a los malos resultados del su partido en las elecciones federales de 2001. Sin embargo no lo hizo. Al final el periodo 2001-2004 se saldó con 4 diputados menos en el Parlamento y 2 más en el Senado. En 2004 el diputado independiente Tony Windsor le acusó de haberle ofrecido un puesto diplomático a cambio de renunciar a ser diputado. Anderson y otros dos hombres también acusados por Windsor lo negaron. El fiscal decidió que no había indicios suficientes para procesar a ninguno de los tres.
En junio de 2005 John Anderson, por motivos personales y de salud, se retiró como vice primer ministro y jefe del National Party. Su sucesor en estos dos cargos fue Mark Vaile. El 23 de junio el Primer Ministro, John Howard, y el jefe de la oposición, Kim Beazley, alabaron su honradez y sus virtudes. Siguió siendo diputado de la provincia de Gwydir (Nueva Gales del Sur) hasta 2007.
En junio de 2011 se le hizo miembro de la Orden de Australia (membresía que se otorga por haberse distinguido en el servicio al Parlamento de Australia) por su apoyo a las áreas rurales.
Aunque retirado de la política institucional, John Anderson sigue participando en la política australiana. En relación con la Encuesta postal australiana sobre el matrimonio homosexual de 2017 Anderson fue entrevistado en la televisión.